# Крюйт-камера
Крюйт-камера (нід. kruit-kamer від kruit — порох і kamer — кімната) — приміщення на військовому кораблі, призначене для зберігання пороху (як бочок із порохом, так і готових до стрільби порохових зарядів), сигнальних ракет і рушничних патронів. Розташовувався, як правило, в носі або кормі корабля нижче ватерлінії. Термін з'явився за часів вітрильного флоту і продовжував використовуватися навіть після появи пароплавів, але вийшов з ужитку наприкінці XIX століття.